# Волиньбаскет
Баскетбольний клуб «Волиньбаскет» — український баскетбольний клуб із Луцька, заснований у 2007 році.

## Історія
Баскетбольний клуб «Волиньбаскет» був створений улітку 2007-го року. Президентом клубу став Василь Столяр. З того часу керівництво клубу постійно вдосконалює структуру та матеріально-технічно базу, тому команда невпинно продовжує розвиватися.
У першому своєму сезоні на серйозному щаблі (Перша ліга, 2007-2008 рр.) команда посіла 5-е місце у турнірній таблиці. Уже наступного ігрового року (сезон-2008/2009) луцький баскетбольний клуб виступав у Дивізіоні «Б» УБЛ (Українська баскетбольна ліга), де в підсумку зайняв 7-у сходинку. У сезоні-2009/2010 БК «Волиньбаскет» стартував у Вищій лізі України. Проба на міцність показала, що вже тоді лучани були добротним середняком всеукраїнської першості. Результат – 6-те місце.
Особливо вдалим був сезон-2010/2011, в якому команда стала срібним призером у Кубку України та посіла ІІ місце у Національному Чемпіонаті з баскетболу, здобувши для області 1 796 рейтингових очок. Тобто у 2011 році вдалося оформити срібний дубль – і це неабиякий здобуток команди, міста та Волинської області в цілому. Варто зауважити, що поступалися першими місцями тоді команда з Луцька тільки іменитим маститим «Черкаським мавпам», які нині впевнено виступають в Суперлізі України.
У сезоні 2011-2012 років команда «Університет-Волиньбаскет» здобула золоті медалі у Національному Чемпіонаті України. У фіналі Кубка України БК «Університет-Волиньбаскет» здобула бажані бронзові нагороди. Тож у підсумку команди за сезон-2011/2012 виборола золото та бронзу.
Вагомим досягненням «Волиньбаскету» є здобуття Кубка України у 2013 році. Зважаючи на кадрові втрати у міжсезоння, будь-яка нагорода чемпіонату чи кубка у прогнозах фахівців сприймалася сенсаційно.
У півфінальній грі Волиньбаскет» переміг тоді чинного чемпіона регулярного сезону «Муссон». До слова, на шляху до фіналу, окрім чемпіона, луцькі баскетболісти здолали і срібного призера – харківський «Авантаж». Тож підопічні Сергія Смітюха сповна реваншувалися з основними конкурентами чемпіонату в кубкових протистояннях.
Фінал Чотирьох Кубка України вперше в історії області та міста відбувся у травні 2012 року у Луцьку у спорткомплексі Східноєвропейського національного університету. Баскетбольний клуб «Університет-Волиньбаскет» переміг у драматичному матчі БК «Харцизьк». Отож, «Університет-Волиньбаскет» став переможцем Кубка України.
При цьому весь цей час фінансування команди здійснювалось за рахунок коштів мецената Кропиви О. А., який став президентом клубу з грудня 2010 р. Його зусилля стали визначальними у розвитку єдиної волинської професійної баскетбольної команди.
З початком сезону-2013/14 у команді з Волині почалися не найкращі часи. Він став для волинської команди одним із найважчих в історії клубу. Головна баскетбольна команда області у Вищій лізі України дебютувала з новою назвою «Лучеськ-Університет». Олександр Кропива, який останні роки вкладав кошти у «Волиньбаскет», через проблеми в бізнесі змушений був призупинити фінансування. В літньому міжсезонні команда була у підвішеному стані – хлопці майже не тренувалися, ба навіть зборів не було. І лише за лічені тижні до старту Вищої ліги команда змогла знайти кошти, щоб врятуватись і заявитись на чемпіонат. За підсумками сезону «Лучеськ-Університет» під керівництвом тренерського тандему Смітюх-Чайковський потрапив до Фіналу Восьми, що за тих обставин було великим досягненням.
Сезон 2014-2015 років починався, на жаль, як логічне продовження минулого «періоду балансування на межі між смертю та життям». Щоправда, клубу було повернуто історично виправдану назву – «Волиньбаскет». Клуб майже повністю оновив, а точніше – омолодив склад, ставши однією з наймолодших команд Вищої ліги України. Ще перед зимовим міжсезонням клуб під своє покровительство взяв Ігор Єремеєв, і команда стала йменуватися «Волиньбаскет-WOG-Університет». Разом із тим, до гравців та тренерів повернулася впевненість у завтрашньому дні, тому кінцівку першості клуб дограв значно потужніше. Однак надолужити втрачене не вдалося, й команда посіла 5-е місце, не дотягнувши до Фіналу Чотирьох.
Структура та заслуги команди дозволили Федерації баскетболу України запросити у цьому сезоні БК «Волиньбаскет» у найвищий дивізіон – Чемпіонат Суперліги.
В сезоні 2015-2016 рр. команда «Волиньбаскет-WOG» бере участь в Чемпіонаті Суперліги Фаворит Спорт. Всі зусилля спрямовані на те, щоб команда змогла гідно виступити в дебютному для себе сезоні.